# Kabaktepe, Alucra
Kabaktepe là một xã thuộc huyện Alucra, tỉnh Giresun, Thổ Nhĩ Kỳ. Dân số thời điểm năm 2011 là 31 người.